# Église Saint-Côme-et-Saint-Damien de Chamboulive
L'église Saint-Côme-et-Saint-Damien est une église catholique située à Chamboulive, dans le département de la Corrèze, en France.

## Historique
L'édifice est classé au titre des monuments historiques en 1921.

## Description

### Galerie

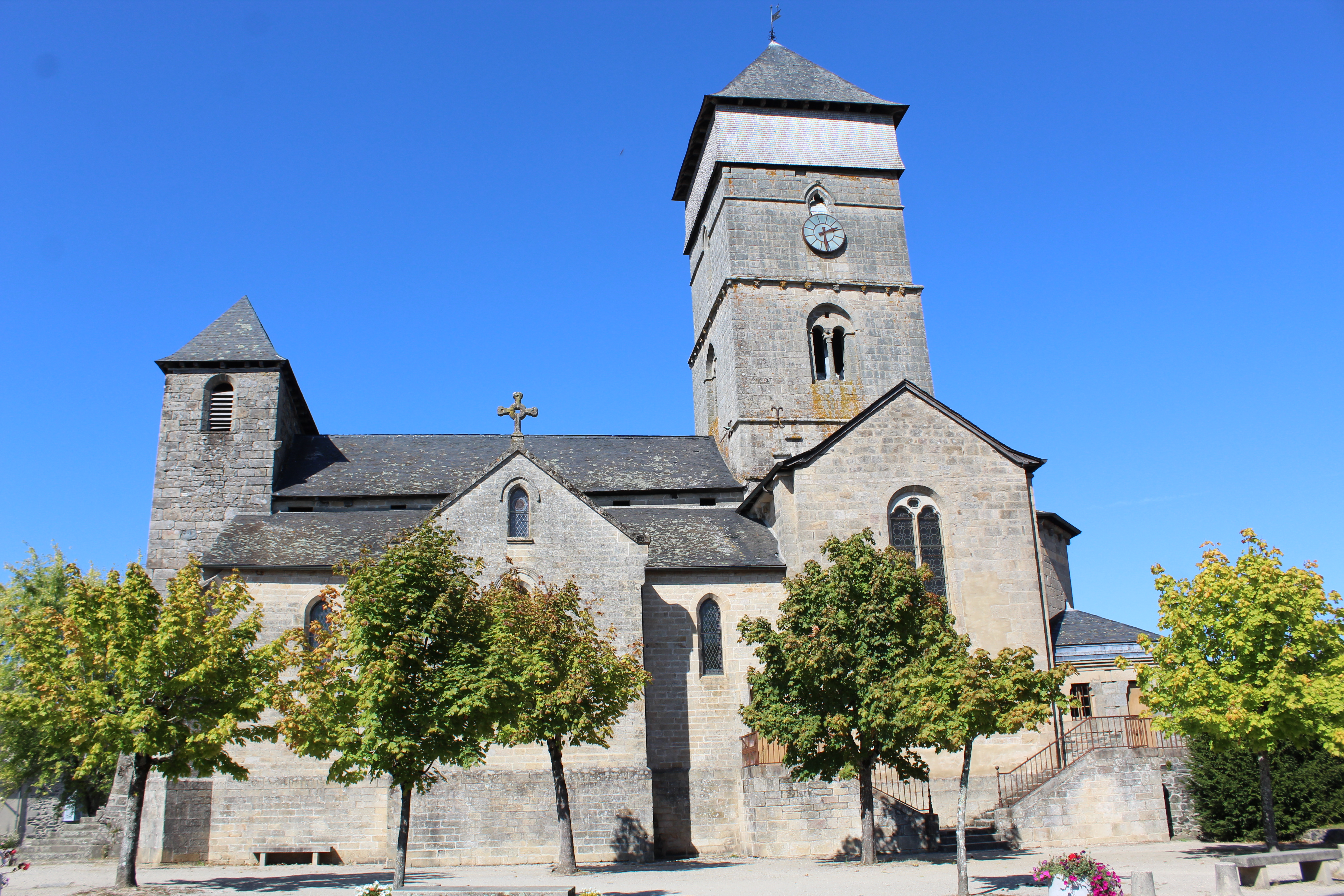
Vue latérale de l'église dominée par son imposant clocher-tour qui s'élève à la verticale de la croisée du transept
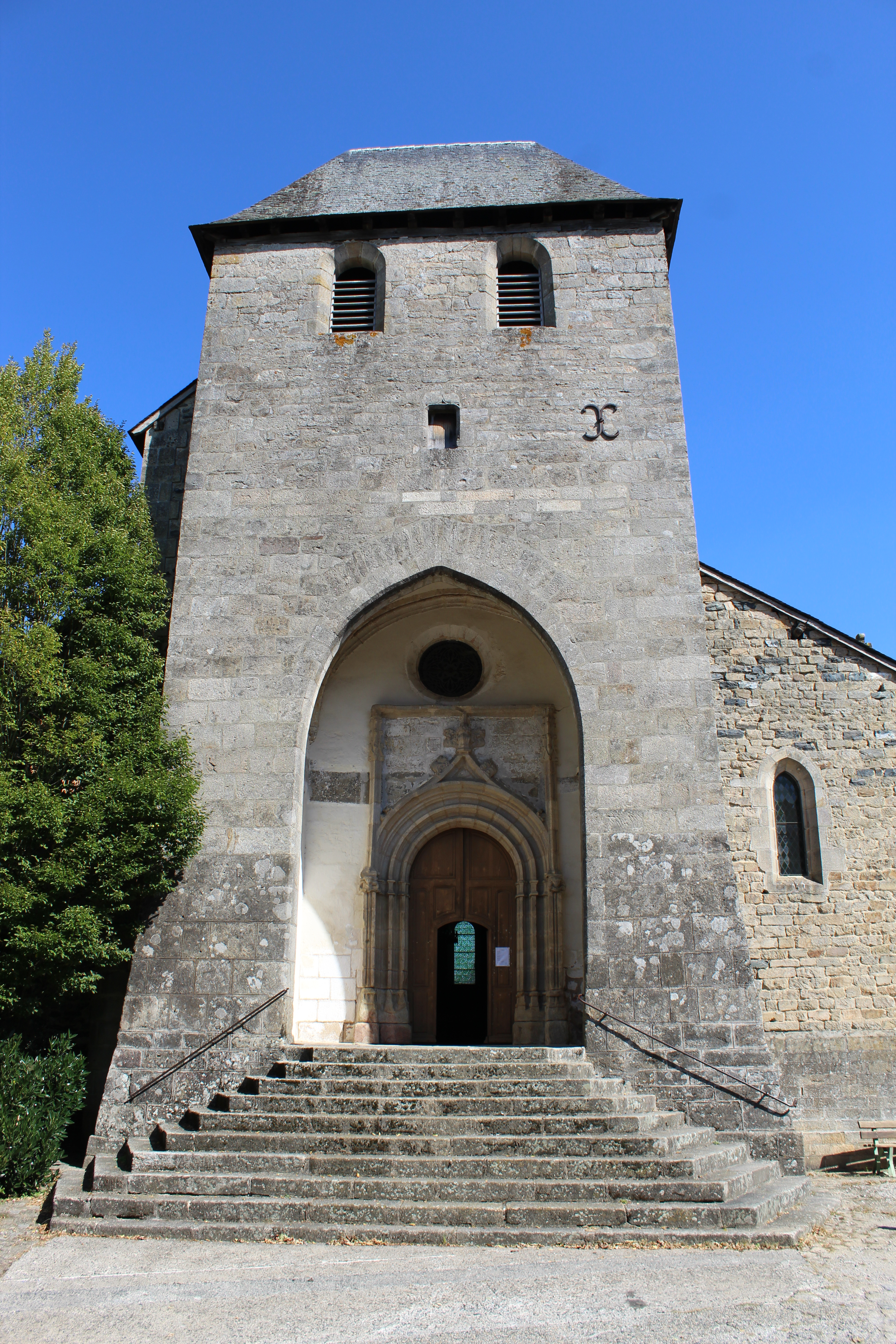
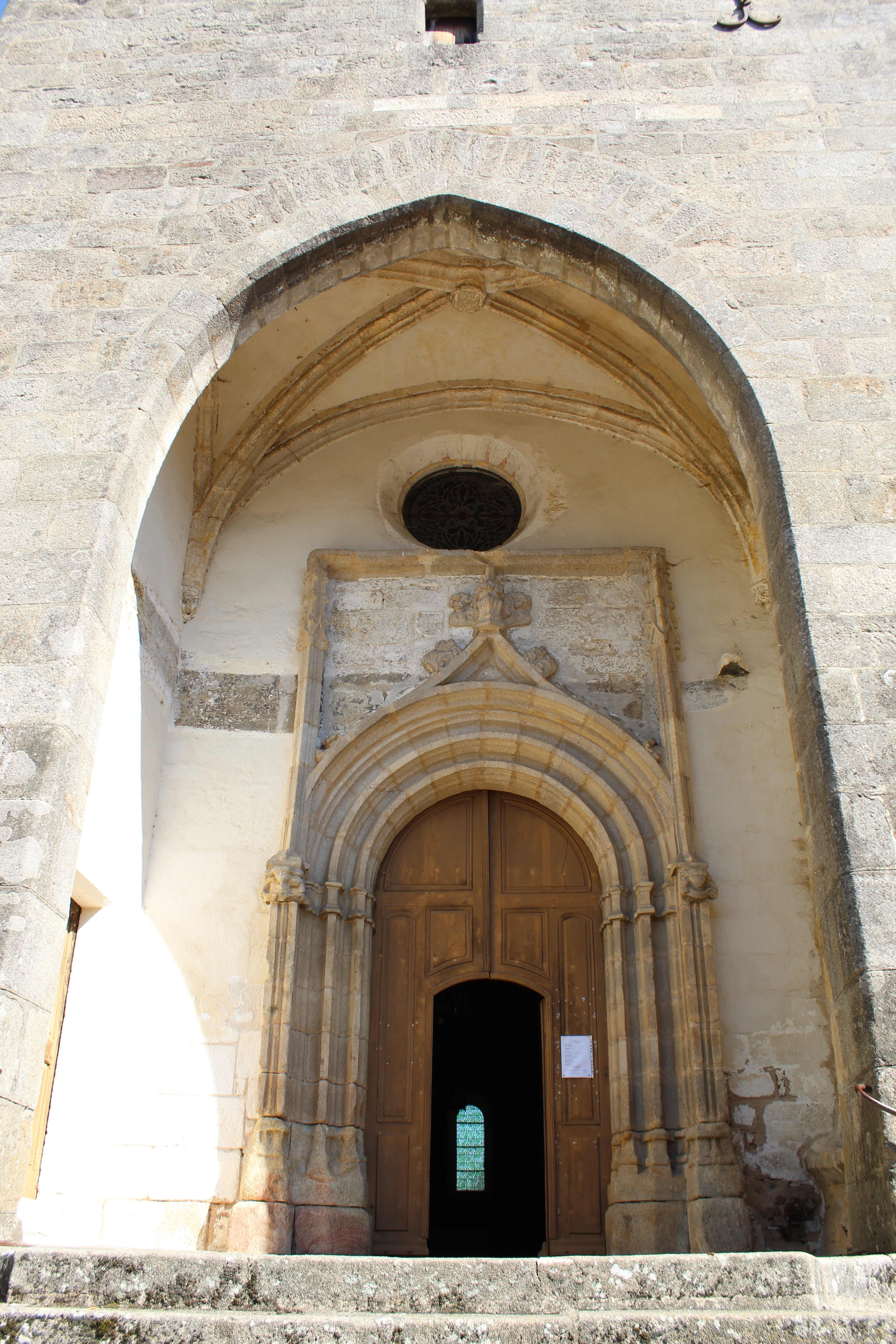
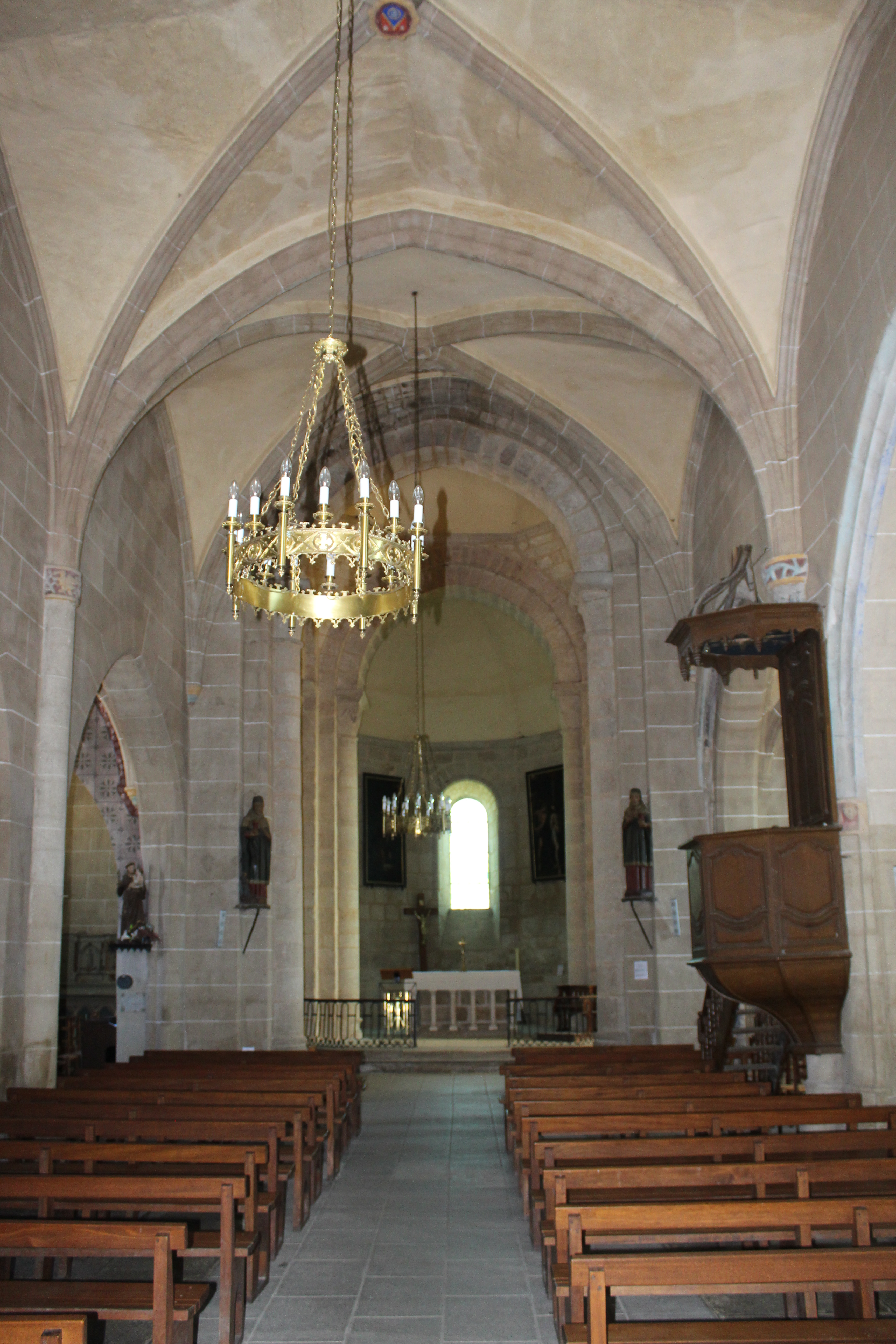
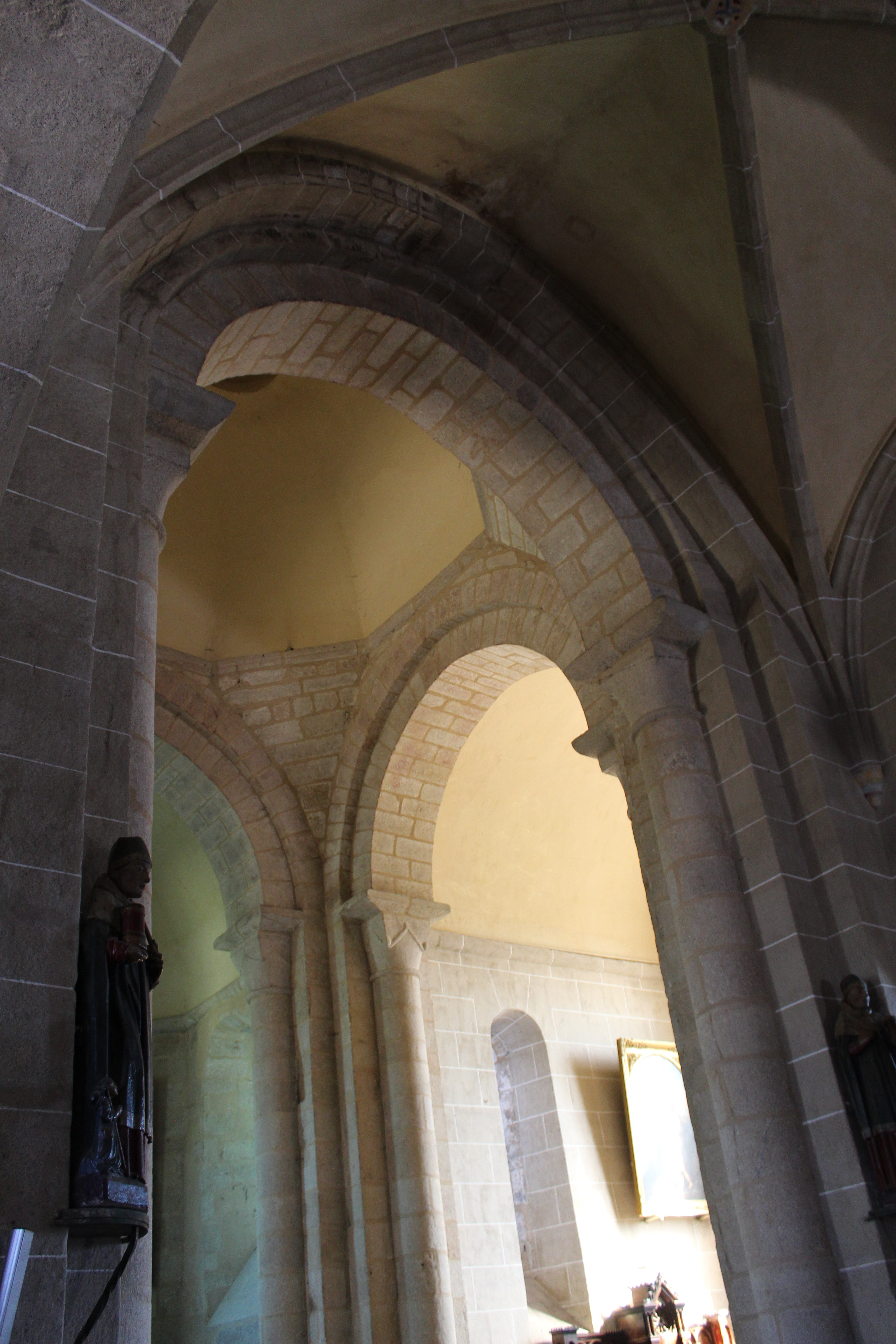
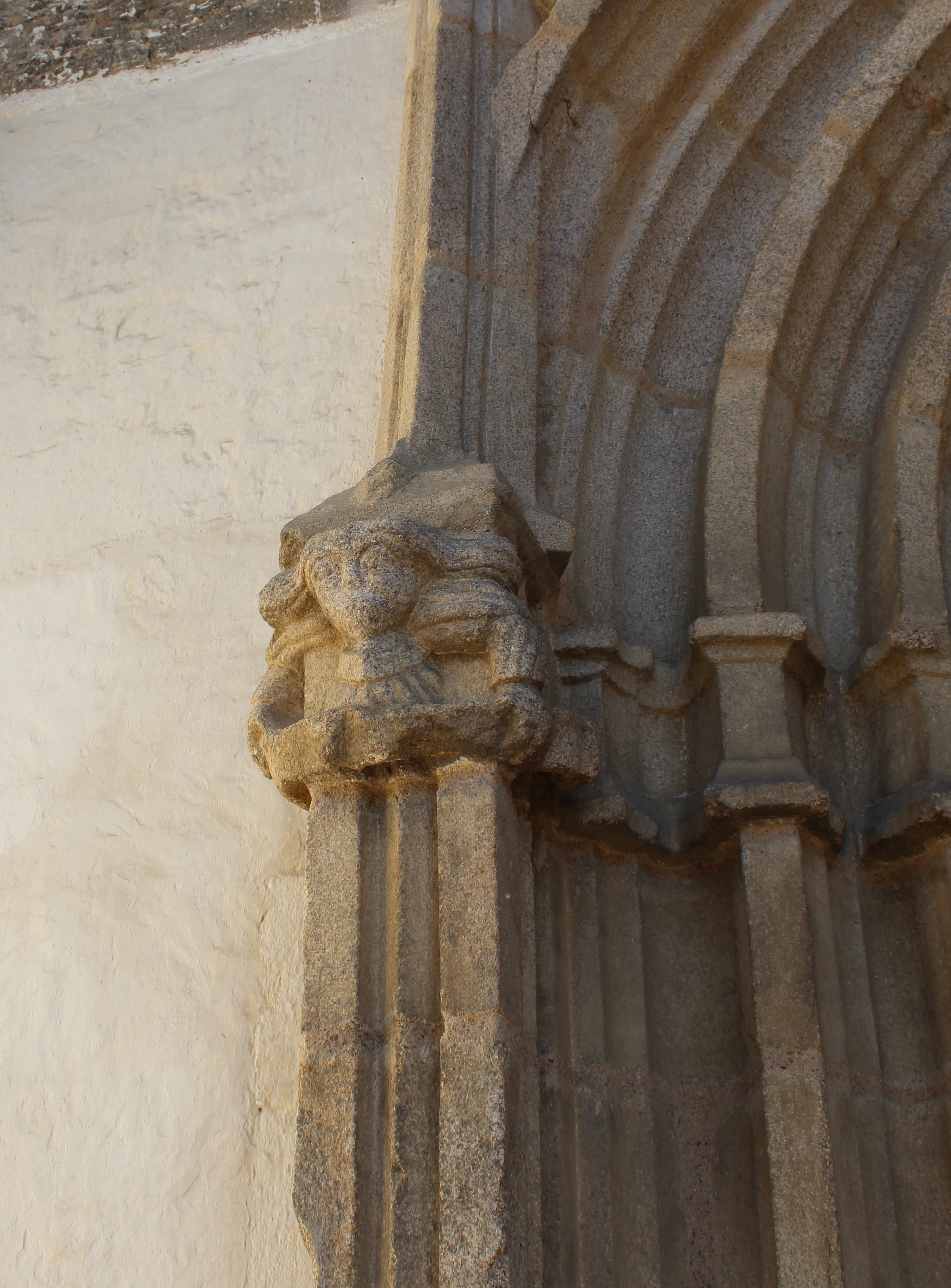
Détail des sculptures du portail.

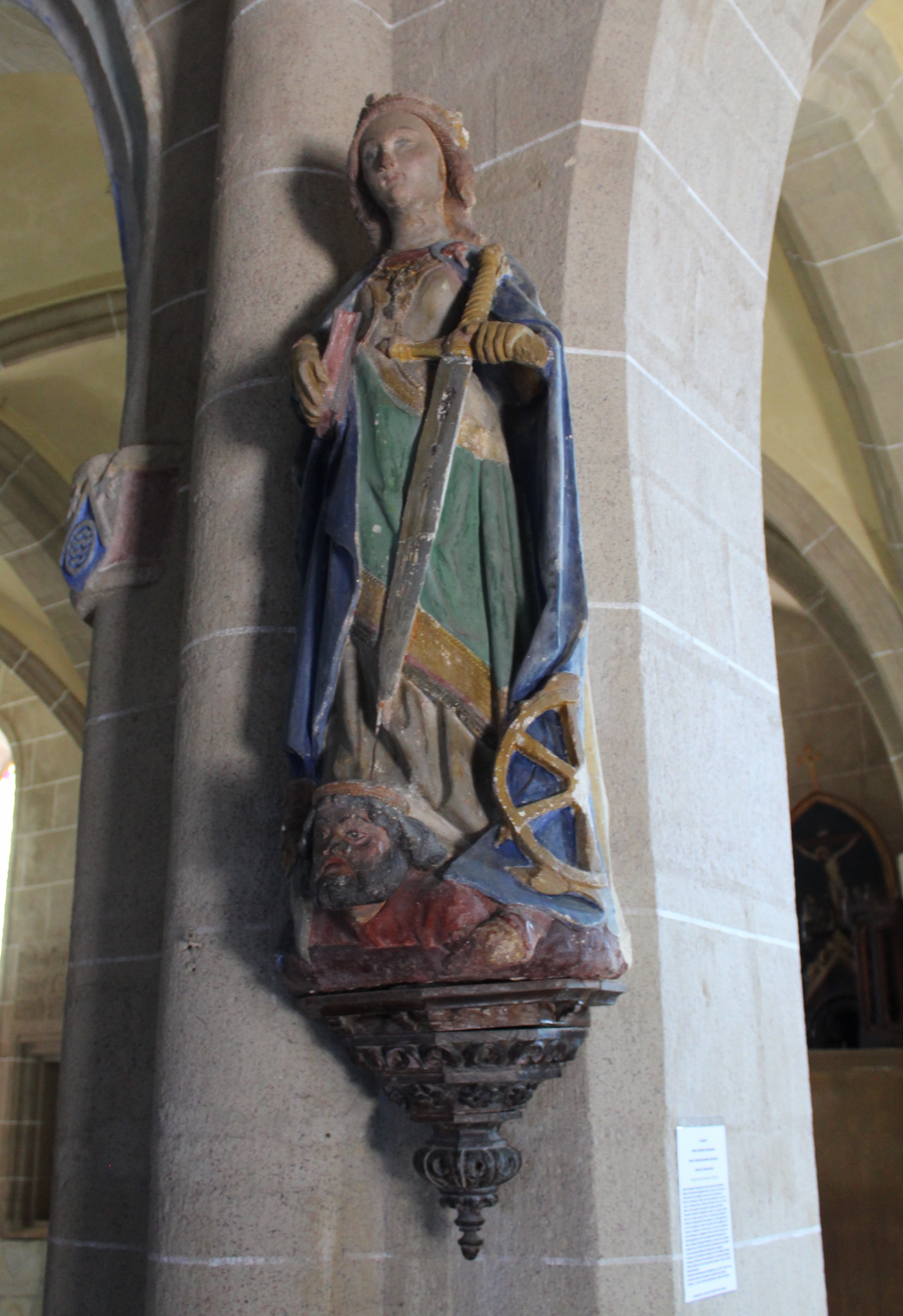
Statue de Sainte-Catherine d'Alexandrie, du XVe siècle en pierre calcaire avec peinture polychrome.
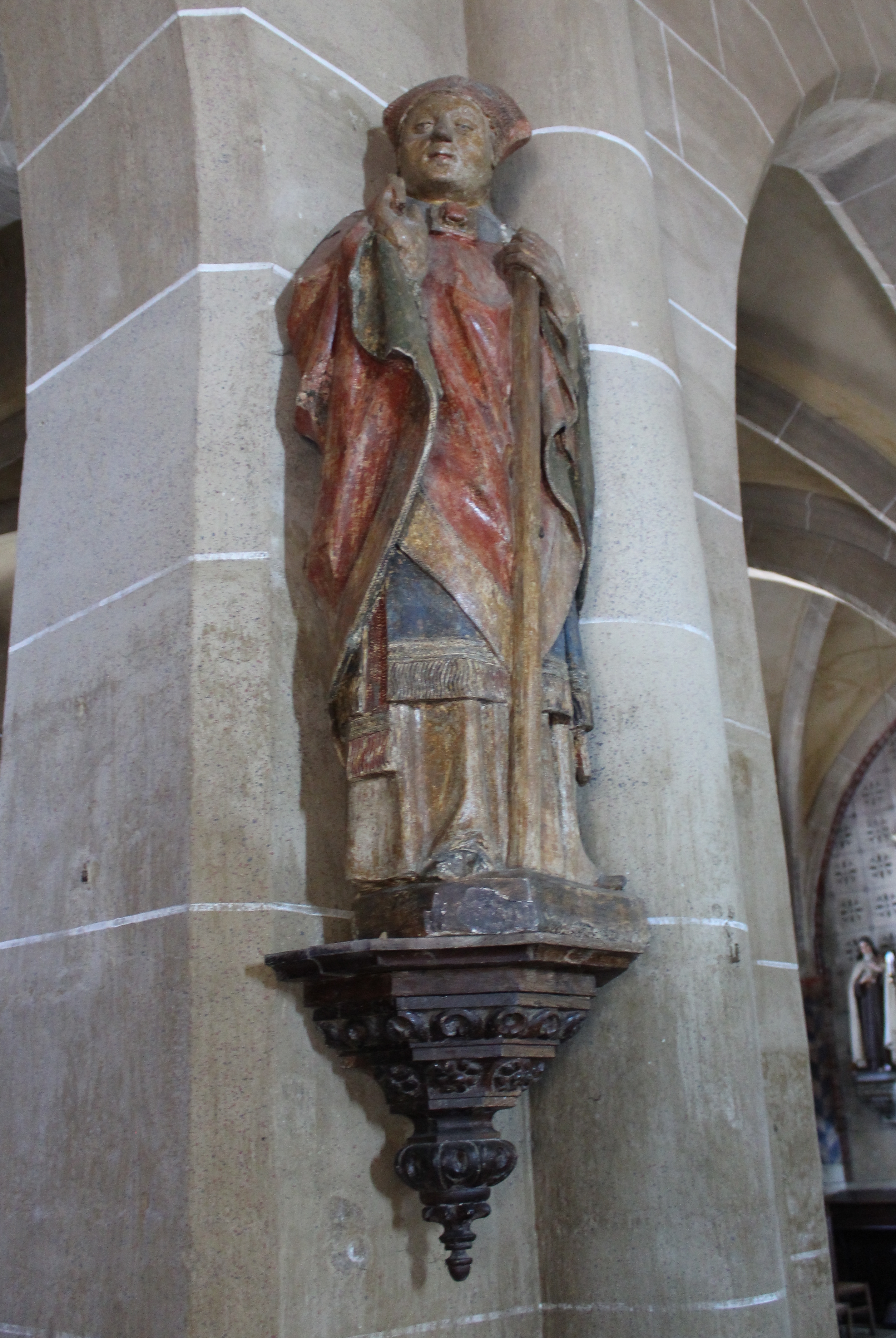
Statue de Saint-Martial, du XVe siècle en pierre calcaire avec peinture polychrome.